# Sinagoga de Trino
La sinagoga de Trino, actualmente abandonada, se encuentra en Trino en  Italia 47, en el edificio del antiguo gueto judío.

## Historia
Como es típico en las sinagogas de gueto, el lugar de culto no es de ninguna manera reconocible desde el exterior, escondido dentro del gran caserío. Tras la emancipación judía de 1848, el declive demográfico de la comunidad provocó el cierre de la sinagoga en el siglo XX , y que finalmente fue desmantelada en 1965. El salón se vendió y se utilizó como centro de recreación para niños. Los muebles de madera del siglo XVIII, obra del escultor Benedetto Alfieri, fueron transportados a Ramat Gan, Israel, y luego al Museum Eretz Israel en Tel Aviv, donde se restauró completamente y se reconstruyó fielmente la sinagoga de Trino en una sala en 2006.